# Bergung (Technische Hilfe)

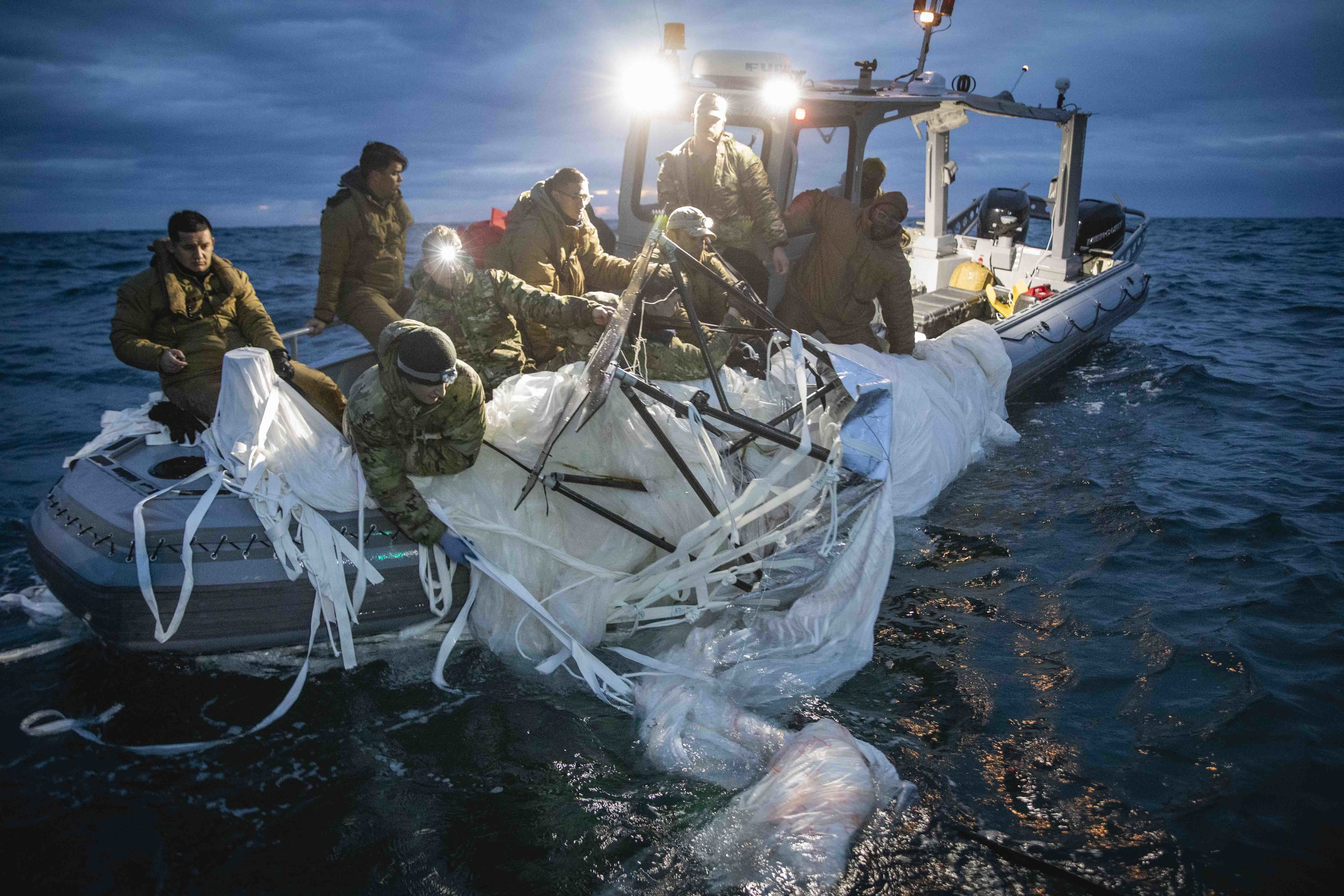
Bergung des mutmaßlichen chinesischen Spionageballons

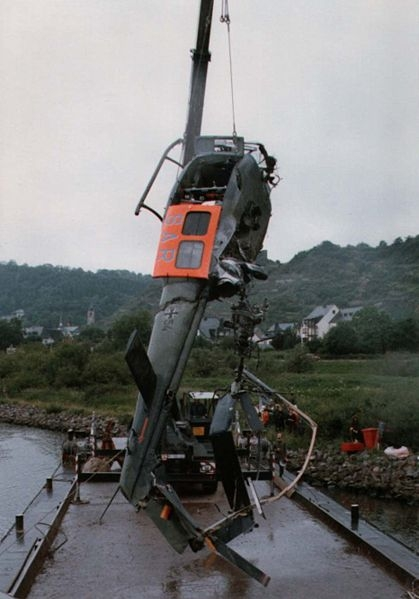
Hubschrauber-Bergung
SAR Helicopter Bell UH-1D
bei Koblenz (1990)

Bergung bezeichnet die Befreiung und Sicherung von Personen und Sachgütern.

## Beschreibung
Als Bergung bezeichnet das Wörterbuch der deutschen Ständigen Konferenz für Katastrophenvorsorge und Katastrophenschutz eine Befreiung von Lebewesen (Mensch und Tier) aus einer nicht lebensbedrohlichen Lage, die jedoch ihre Bewegungsfreiheit einschränkt. DIN 14011 Feuerwehrwesen – Begriffe umschreibt Bergen als die Befreiung und Sicherstellung von toten bzw. leblosen Personen oder Tieren oder von gefährdeten Sachwerten (Kunstwerke, Gasflaschen etc.) aus dem Gefahrenbereich. Im Reglement des Schweizerischen Feuerwehrverbandes bezieht sich die Bergung auf das Herausholen „von leblosen Menschen und Tieren aus der Gefahrenzone“.
Oft wird eine spezielle Ausrüstung benutzt, wie z. B. eine Bergeschere bei Fahrzeugunfällen, ein Flaschenzug beim Mann-über-Bord-Manöver auf See, ein Rettungshelikopter im Gebirge, ein Bergepanzer im Krieg oder bei Naturkatastrophen, ein Schaufelbagger bei Erdbeben oder Boote bei Überschwemmungen.

## Geschichte
Mit der Bildung von Löschmannschaften in Form von Pflichtfeuerwehren Anfang des 19. Jahrhunderts wurden auch deren Anstellung und Einübung festgelegt, in der auch die Vorgehensweise einer Bergung beschrieben wurde. So hatte der Ortsvorstand eine Abteilung rüstiger Männer auszuwählen, welche „unter eigenen Anführern steht, und zum Retten von Menschen, Hausthieren und Effecten bestimmt ist“. Diese Mannschaft hatte sich mit mehreren Geräten zu versehen, um Rettungsmaßnahmen durchzuführen. Beispielsweise erließ die herzoglich-nassauische Regierung im November 1826 eine diesbezügliche Verordnung für ihr Herrschaftsgebiet.